# John Pehrsson
John Pehrsson, född 7 oktober 1826 i Osby församling, Kristianstads län, död 14 juni 1900 i Ramlösa, Malmöhus län, var en svensk godsägare och riksdagsman.
Pehrsson var bokhållare och senare inspektor på Bollerups borg. Han var ägare till godset Marklunda från 1892. Han var som riksdagsman ledamot av första kammaren 1886-1900, invald i Kristianstads läns valkrets.